# هانك هنري
هانك هنري (بالإنجليزية: Hank Henry)‏ (19 ديسمبر 1964 بدالاس في الولايات المتحدة - ) هو لاعب كرة قدم أمريكي في مركز حراسة المرمى. لعب مع بالتيمور بلاست ‏ وKansas City Attack ‏ وDallas Sidekicks (1984–2004) ‏.